# Амнісс
35°19′51″ пн. ш. 25°12′22″ сх. д. / 35.330833333333° пн. ш. 25.206111111111° сх. д.
Амнісс — мінойське поселення на півночі острова Крит, що слугувало портом для міста Кносс, сучасний Картерос. 

## Історія

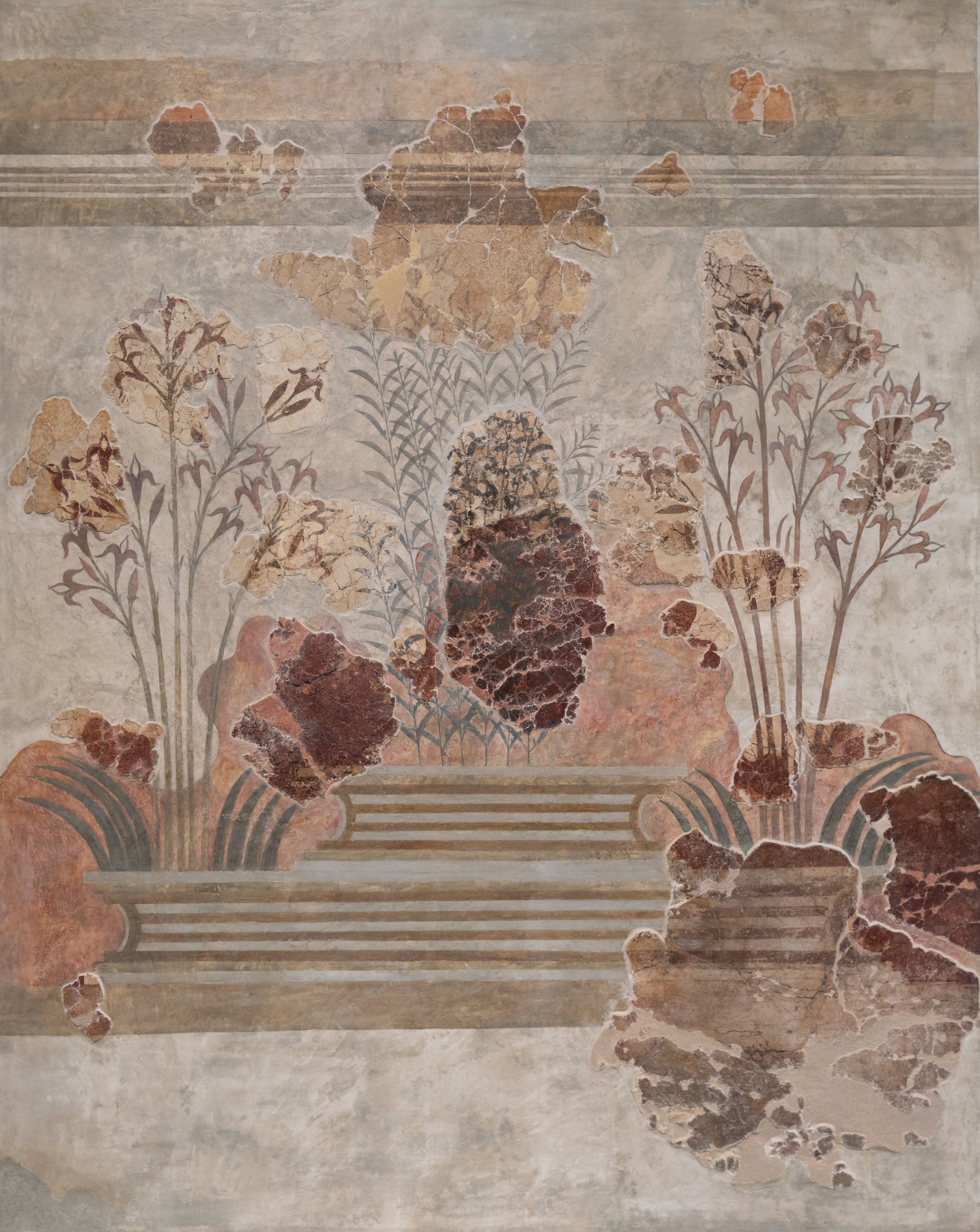
Фрагмент розпису «Будинку лілій»

Збудовано не пізніше XVI сторіччя до н. е. Разом із Кноссом було зруйновано виверженням 1450  р. до н.е на о. Фіра (Санторіні) в Егейському морі, за 110 км на північ від узбережжя Криту(принаймні в поселенні знайдено значний прошарок вулканічної пемзи), або ж викликаним ним землетрусом і цунамі. Амнісс продовжував існувати й після катастрофи, про що свідчать як критські, так і єгипетські джерела  — зокрема, саме в Амніссі зупинялися посланці фараона Аменхотепа III.
Внаслідок підвищення рівня моря в новітні часи частина залишків поселення опинилася під водою. Інша частина, розташована на пагорбі Палеохора, досліджена у 1932 році Спиридоном Маринатосом. Найвидатніша пам'ятка  — «Будинок лілій», двоповерхова вілла с десятьма кімнатами (з яких вчені умовно виділяють кухню, ванну кімнату, приміщення для культових відправ). Назву будинку дав фриз другого поверху, прикрашений зображенням лілій, а також ірисів, м'яти та очерету.
За античних часів порт Кносса був перенесений західніше, до сучасного Іракліона. Пам'ять про Амнісс зберігалася у назві 20 амнісійських німф, які входили до почту Артеміди.
Зміну назви місцевості пояснюють або зміною назви місцевої річки, що за класичної доби нібито називалася Кератус, або відзначенням пам'яті командувача візантійського війська Кратера (Кратероса), який у 826 році без успіху намагався відвоювати Крит в арабів. Невдала для візантійців битва відбувалася саме біля руїн Амнісса.